# Kučiuliškės-Drapalių apylinkės
Kučiuliškės-Drapalių apylinkės este o arie protejată (sit de importanță comunitară — SCI) din Lituania întinsă pe o suprafață de 152,4 ha, integral pe uscat.

## Localizare
Centrul sitului Kučiuliškės-Drapalių apylinkės este situat la coordonatele 54°11′20″N 23°54′04″E / 54.1889°N 23.9011°E.

## Înființare
Situl Kučiuliškės-Drapalių apylinkės a fost declarat sit de importanță comunitară în ianuarie 2004 pentru a proteja 3 specii de animale.

## Biodiversitate
Situată în ecoregiunea boreală, aria protejată conține 4 habitate naturale: Lacuri și iazuri distrofice naturale, Mlaștini turboase de tranziție și turbării mișcătoare, Taiga vestică, Mlaștini împădurite.
La baza desemnării sitului se află mai multe specii protejate:
- amfibieni (2): buhai de baltă cu burta roșie (Bombina bombina), triton cu creastă (Triturus cristatus)
- reptile (1): țestoasa de baltă (Emys orbicularis)

Pe lângă speciile protejate, pe teritoriul sitului au mai fost identificate 1 specie de amfibieni.